# Jan Wierusz-Kowalski
Jan Kanty Wierusz-Kowalski (ur. 19 sierpnia 1912 we Fryburgu, zm. 26 sierpnia 2000 w Warszawie) – polski benedyktyn, zaangażowany w odnowę biblijną i liturgiczną, po opuszczeniu zakonu pracownik Urzędu ds. Wyznań, religioznawca, autor wielu popularnych prac o chrześcijaństwie pisanych z perspektywy materialistycznej.

## Życiorys
Urodził się w Szwajcarii, gdzie jego ojciec Józef Wierusz-Kowalski pracował jako wykładowca uniwersytecki. W 1931 wstąpił do zakonu benedyktynów w Zevenkerken w Belgii, gdzie następnie przygotowywał się do pracy w Polsce. W 1937 przyjął święcenia kapłańskie, a w 1939 zamieszkał w Tyńcu, gdzie doszło do odnowienia wspólnoty benedyktyńskiej po ponad stu latach. Po II wojnie światowej wykładał liturgikę na Uniwersytecie Jagiellońskim, był zaangażowany w odnowę życia liturgicznego. Przetłumaczył i opatrzył komentarzem encyklikę Piusa XII "Mediator Dei" (1948). W tym samym roku razem z Aleksym Klawkiem założył czasopismo „Ruch Biblijny i Liturgiczny”, którego był współredaktorem naczelnym. W 1949 obronił pracę doktorską na Uniwersytecie Jagiellońskim. W 1952 opuścił zakon, ale początkowo pracował jako ksiądz diecezjalny we Wrocławiu, gdzie m.in. wykładał liturgikę w seminarium duchownym, a w latach 1953–1955 był administratorem Parafii Najświętszej Maryi Panny Częstochowskiej we Wrocławiu. Następnie opuścił stan kapłański i w 1959 został przeniesiony ad statum laicale. Według badań Sławomira Cenckiewicza, od roku 1953 był agentem Departamentu V Ministerstwa Bezpieczeństwa Publicznego, o nieustalonym dotąd pseudonimie i zakresie współpracy.
W latach 60. został pracownikiem Urzędu do spraw Wyznań. Pod pseudonimem "Jan Wnuk" opublikował cztery książki o przebiegu soboru watykańskiego II, krytykowane w kręgach kościelnych jako fałszywie przedstawiające sytuację Kościoła i stanowisko polskiego Episkopatu. Przypisywano mu też błędnie autorstwo memoriału „Do Ojców Soboru. Memoriał o niektórych aspektach kultu maryjnego w Polsce”, za pomocą którego władze PRL chciały w czasie soboru zdyskredytować poglądy kard. Stefana Wyszyńskiego.
W latach 70. i 80. pracował w Instytucie Filozofii i Socjologii Polskiej Akademii Nauk. W 1975 habilitował się na podstawie książki Język a kult. Funkcja i struktura języka sakralnego. Opublikował wiele naukowych prac religioznawczych, z których najbardziej popularne to Świat mnichów i zakonów (1972) i Poczet papieży (1985). Był także tłumaczem Traktatu o historii religii Mircei Eliadego (1966).
Od 1978 pracował równocześnie w Departamencie IV Ministerstwa Spraw Wewnętrznych, a służbę zakończył w 1985 w stopniu majora.

## Publikacje
- Mszał niedzielny i świąteczny (1954)
- Liturgika (1955)
- Sobór Powszechny Jana XXIII (1962)
- Quo vadis, Ecclesia? (1963) pod pseudonimem Jan Wnuk
- Vaticanum II: Episkopat Polski na Soborze Watykańskim  (1964) pod pseudonimem Jan Wnuk
- W fazie decyzji i rozstrzygnięć: III sesja Vaticanum II (1965)  pod pseudonimem Jan Wnuk
- Finale soboru i Episkopat Polski (1966) pod pseudonimem Jan Wnuk
- Świeccy w Kościele (1965)
- Reformatorzy chrześcijaństwa (1970)
- Świat mnichów i zakonów (1972)
- Język a kult. Funkcja i struktura języka sakralnego (1973)
- Dramat a kult (1977), Iskry, ss. 192, wyd. I; (1987) Krajowa Agencja Wydawnicza, ss. 176, wyd. II ISBN 83-03-01804-3
- Chrześcijaństwo średniowieczne XI–XV wiek, Krajowa Agencja Wydawnicza, Warszawa 1985, ss. 212, ISBN 83-03-01020-4
- Katolicyzm nowożytny XV–XX wiek (1985)
- Wczesne chrześcijaństwo I–X wiek (1985)
- Poczet papieży (1985), Krajowa Agencja Wydawnicza, ISBN 83-03-01013-1
- Chrześcijaństwo (1988)